# Mistrzostwa Europy w Zapasach 1966
22. Mistrzostwa Europy w zapasach odbywały się w 1966 roku w Niemczech: w stylu klasycznym w Essen, a w stylu wolnym w Karlsruhe.

## Styl klasyczny

### Medaliści
| Konkurencja | Złoto              | Srebro           | Brąz                 |
| ----------- | ------------------ | ---------------- | -------------------- |
| -52 kg      | Władimir Bakulin   | Boško Marinko    | Maurice Mewis        |
| -57 kg      | Fritz Stange       | Armais Sajadow   | Ion Baciu            |
| -63 kg      | Serszik Agamow     | Leif Freij       | Simion Popescu       |
| -70 kg      | Klaus Pohl         | Antal Steer      | Branislav Martinović |
| -78 kg      | Wladislaw Iwlew    | Matti Laakso     | Ali Kazan            |
| -87 kg      | Tevfik Kış         | Anatoli Kirow    | Stig Persson         |
| -97 kg      | Nicolae Martinescu | Alexei Karmatski | Per Svensson         |
| +97 kg      | Anatolij Roszczin  | István Kozma     | Petr Kment           |

### Tabela medalowa
| Lp. | Państwo        | Złoto | Srebro | Brąz |
| --- | -------------- | ----- | ------ | ---- |
| 1   | ZSRR           | 4     | 3      | 0    |
| 2   | Bułgaria       | 1     | 0      | 2    |
| 3   | Turcja         | 1     | 0      | 1    |
| 4   | NRD            | 1     | 0      | 0    |
|     | RFN            | 1     | 0      | 0    |
| 6   | Węgry          | 0     | 2      | 0    |
| 7   | Szwecja        | 0     | 1      | 2    |
| 8   | Rumunia        | 0     | 0      | 2    |
| 9   | Jugosławia     | 0     | 0      | 1    |
|     | Finlandia      | 0     | 0      | 1    |
|     | Czechosłowacja | 0     | 0      | 1    |

## Styl wolny

### Medaliści
| Konkurencja | Złoto               | Srebro              | Brąz               |
| ----------- | ------------------- | ------------------- | ------------------ |
| -52 kg      | Mehmet Esenceli     | Paul Neff           | Lesław Kropp       |
| -57 kg      | Aydın İbrahimov     | Janczo Patrikow     | Hasan Sevinç       |
| -63 kg      | Elkan Tedejew       | Enju Todorow        | Nihat Kabanlı      |
| -70 kg      | Sarberg Beriaszwili | Seyyit Ahmet Ağralı | Stojan Bimbałow    |
| -78 kg      | Jurij Szachmuradow  | Mahmut Atalay       | Turan Aładżikow    |
| -87 kg      | Hasan Güngör        | Josef Urban         | Andriej Czwowrebow |
| -97 kg      | Szota Lomidze       | Ahmet Ayık          | József Csatári     |
| +97 kg      | Aleksandr Miedwied  | Arne Robertsson     | Gıyasettin Yılmaz  |

### Tabela medalowa
| Lp. | Państwo        | Złoto | Srebro | Brąz |
| --- | -------------- | ----- | ------ | ---- |
| 1   | ZSRR           | 6     | 0      | 1    |
| 2   | Turcja         | 2     | 3      | 3    |
| 3   | Bułgaria       | 0     | 2      | 2    |
| 4   | Niemcy         | 0     | 1      | 0    |
|     | Szwecja        | 0     | 1      | 0    |
|     | Czechosłowacja | 0     | 1      | 0    |
| 7   | Polska         | 0     | 0      | 1    |
|     | Węgry          | 0     | 0      | 1    |